# Rythme circadien
Pour les articles homonymes, voir Rythme (homonymie).
 (août 2013).

Quelques illustrations de l'expression du rythme circadien et du rythme biologique chez l'être humain.

Le rythme circadien regroupe tous les processus biologiques cycliques d'une durée d'environ 24 heures.

## Définition générale
Un rythme circadien est un rythme biologique d’une durée de 24 heures environ, qui possède au moins un cycle par période de 24 heures. Le terme « circadien », inventé par Franz Halberg, vient du latin circa, « autour», et dies, « jour », et signifie littéralement cycle qui dure « environ un jour ».
Le rythme veille-sommeil marque de manière déterminante le quotidien d’une majorité d'animaux, des invertébrés aux humains. Le rythme circadien le plus visible chez les plantes concerne la position des feuilles et des pétales, qui se redressent ou s’ouvrent plus ou moins selon l’heure de la journée. Des rythmes circadiens peuvent aussi s’observer chez des organismes unicellulaires, comme des moisissures et des cyanobactéries.
Au sens strict, les rythmes circadiens sont endogènes. Ils sont produits par des horloges biologiques, qualifiées elles aussi de circadiennes. Celles-ci opèrent même en absence de tout stimulus extérieur, dans des conditions parfaitement constantes de lumière et de température, pendant des semaines voire des mois. Ce cycle continuel est qualifié de free running. Dans des conditions constantes, ces rythmes endogènes permettent de maintenir la périodicité de 24 heures, mais des rythmes exogènes, causé par des stimuli, évoluent indépendamment de notre horloge biologique et ne se conforment pas à la période de 24 heures.
Pour décrire un rythme biologique qui se manifeste uniquement quand l’organisme est exposé à l’alternance jour-nuit, on parle plutôt de rythme nycthéméral.
L’étude formelle des rythmes biologiques est appelée chronobiologie.

## Période d'un cycle circadien
La période d'un cycle circadien se décompose en 3 parties : 
1. Un pic = acrophase ;
2. Un creux = nadir ;
3. Un niveau moyen = mesor.

## Chez l'être humain
Le rythme circadien, c’est-à-dire l’alternance de périodes d’une durée de 24 heures, joue sur de nombreux mécanismes biologiques, physiologiques et comportementaux de l'être humain.
Parmi ceux-ci, on peut trouver :
- le rythme veille/sommeil ;
- les variations de la vigilance ;
- la température corporelle ;
- la circulation sanguine ;
- la production des urines et selles ;
- le niveau de production hormonale, et notamment la production de l’hormone de croissance (GH) ;
- la pousse des cheveux ;
- le métabolisme cellulaire ;
- le niveau de cortisol ;
- le niveau de potassium.

Cette rythmicité provient à la fois de l’environnement, et à la fois de mécanismes cérébraux. En effet, les rythmes circadiens sont liés aux mouvements de rotation de la terre et aux variations lumineuses qui sont le fait des alternances jours/nuits. Si on expose des personnes pendant 10 heures à la lumière, et 10 autres heures à l’obscurité, leur cycle tend à s’ajuster à une durée de 20 heures au lieu des 24 heures naturelles. Il y a donc des repères issus de l’environnement qui sont appelés « zeitgebers » (en allemand : ce qui donne l’heure), et qui sont prélevés par l’organisme pour s’ajuster au rythme circadien.
Cependant, si on isole les personnes de toute variation lumineuse (c’est la méthode expérimentale des rythmes en libre cours), on observe qu’en supprimant l’alternance jours/nuits, on a à peu près le même rythme circadien conservé. Lavie en 2001 a montré que les périodes de libre cours se maintenaient à peu près à 25 heures en moyenne chez la plupart des êtres humains. De plus, le rythme circadien n'est pas présent dès la naissance, les nouveau-nés dorment autant le jour que la nuit. Vers huit semaines, la plupart d'entre eux commencent à établir un début de rythme circadien, ce qui tend à soutenir l’idée qu’il y aurait une horloge biologique interne à l’organisme.
Ainsi donc, pour soutenir ces deux types de faits, les scientifiques postulent l’idée qu’une horloge interne maintiendrait une rythmicité de nos fonctions, en s’ajustant aux repères/Zeitgebers fournis par l’environnement.

## Les biomarqueurs et modèles animaux du rythme circadien
Les biomarqueurs du rythme circadien sont essentiels pour comprendre les cycles biologiques et leur régulation. Le Dim Light Melatonin Onset (DLMO) est un indicateur clé mesurant la sécrétion de mélatonine en absence de lumière, permettant d'évaluer les variations du cycle veille-sommeil. D'autres biomarqueurs incluent la température corporelle centrale, les expressions génétiques des gènes horloges (PER, CRY, BMAL1) et les niveaux de cortisol. Les modèles animaux, notamment les souris knock-out pour les gènes circadiens, permettent d'étudier les effets des mutations sur la régulation interne. La drosophile (*Drosophila melanogaster*) est également un modèle privilégié en raison de son horloge circadienne conservée. Ces études sont essentielles pour comprendre l'impact des rythmes biologiques sur la santé humaine, notamment dans les pathologies métaboliques et neurodégénératives.

## Théories du cycle veille-sommeil
Deux théories viennent répondre à la question de savoir pourquoi nous dormons la nuit. La première est la théorie de la récupération selon laquelle, le sommeil vise à rétablir l’équilibre physiologique interne (homéostasie) perturbé par l’activité de la veille. La seconde explique que l’espèce humaine est programmée par un mécanisme d’horloge interne à dormir la nuit, mais que le sommeil n’est pas nécessaire. Wever a montré, en effet, dès 1979, que si l’on reste éveillé plus longtemps, la durée du sommeil tend à être plus courte. Ce qui viendrait soutenir l’idée que nous serions programmés à des cycles de veille-sommeil de 24 heures, peu importe le temps de sommeil qui y est inclus.
Les variations de la température corporelle interne sont liées de très près aux cycles de veille/sommeil. Notre température corporelle baisse en effet pendant la phase de sommeil et augmente fortement pendant la veille. En l’absence de repères lumineux (dans le protocole des rythmes en libre cours), on constate que la température corporelle ne s’accorde plus au sommeil ou à la veille. Cette désynchronisation nous montre qu’il y aurait plus d’une horloge circadienne dans l’organisme, et que plusieurs mécanismes seraient à l’origine du maintien de notre régularité.

## Physiologie
Le fonctionnement de l’horloge interne est attribué à la contribution des noyaux suprachiasmatiques, structures cérébrales situées dans l’hypothalamus et qui seraient le centre de contrôle du rythme circadien.
L’expérience de Ralph et ses collaborateurs en 1990 a pu attester de cette fonction, en montrant que la greffe de noyaux suprachiasmatiques issus de hamsters avec des rythmes circadiens anormaux de 20 heures sur des hamsters qui avaient des rythmes normaux de 25 heures, provoquait des cycles de 20 heures chez les hamsters greffés.
Buijs et Kalsbeeken, en 2001, ont montré de plus que leur activité électrique suit une rythmicité circadienne ainsi que leur activité métabolique et biochimique. Ils sont aussi sensibles à l’alternance de la lumière.
En effet, à partir des yeux, l’information lumineuse est recueillie par des photorécepteurs (cellules réceptrices de la rétine) spécifiques (différents des cônes et bâtonnets voire vision). Ce sont des cellules ganglionnaires qui répondent aux variations lentes des niveaux de la luminosité ambiante. Le photopigment découvert correspondant à ces photorécepteurs spécifiques est la mélanopsine.
Ce sont des neurones qui traduisent le message lumineux en messages électriques (potentiel d'action) et qui sont transmis le long des voies rétino-hypothalamiques (thalamus). Ces voies suivent le nerf optique puis sortent des chiasmas optiques pour atteindre les noyaux suprachiasmatiques.
Le GABA est le neurotransmetteur principal des neurones des noyaux suprachiasmatiques, mais ils sécrètent aussi un neuromodulateur : la vasopressine.
Les axones de ces noyaux innervent de nombreuses régions : des régions proches de l’hypothalamus, des régions du mésencéphale et du diencéphale.
Le potentiel d’action n’est pas nécessaire au maintien de la rythmicité. En effet, si on bloque les potentiels d’action, la rythmicité se maintient. C’est donc dans leurs fonctions métaboliques et chimiques qu’il faut chercher le mécanisme de l’horloge biologique.
En effet, la transcription de certains gènes peuvent comporter un rythme circadien. Les microARN sont susceptibles de jouer un rôle dans cette rythmicité.
On a trouvé qu’un cycle moléculaire gouvernait l’expression de ces gènes, que l’on appelle pour cette raison : les gènes-horloges. Ces gènes produisent des protéines toutes les 24 heures grâce à un mécanisme de rétroaction négative. Ils produisent, en plus des protéines nécessaires à leur expression, des protéines qui participent à l’inhibition de leurs propres expressions, et qui maintient un cycle de 24 heures.

## Facteurs d'influence
Le rythme circadien peut être perturbé par :
- un décalage horaire qui impose à l’organisme de resynchroniser son rythme circadien avec un nouveau rythme nycthéméral ;
- l’exposition nocturne à une lumière artificielle (notamment dans le cadre du travail de nuit), voire à une intense « pollution lumineuse » ;
- le cycle quotidien des prises alimentaires (repas, collations…) synchronise les horloges internes circadiennes des différents organes du corps[13], notamment le cœur, le foie, le rein et le pancréas, d'où le rôle de la chrononutrition, nouveau champ des sciences nutritionnelles, dans la prévention des maladies cardiovasculaires[14] ;
- une alimentation riche en graisses, qui perturbe le sommeil en troublant le rythme circadien de production d’adiponectine[15] ; l’hormone synthétisée au sein du tissu adipeux. Cette hormone joue un rôle important pour le stockage des lipides en régulant la combustion des graisses via une augmentation de la sensibilité à l’insuline (ce qui favorise le déstockage des graisses). Chez la souris de laboratoire, une  diminution de production de cette hormone est induite par une alimentation grasse, et peut causer un surpoids important ; un manque de sommeil serait facteur d’obésité pour cette même raison.

Les horloges biologiques jouent un rôle sur la vigilance, la température corporelle, la régulation hormonale, mais aussi sur le système immunitaire. Un dérèglement de ces rythmes peut induire surpoids et inflammation intestinale. Le mécanisme implique les cellules lymphoïdes innées de type 3 (ILC3). Ces cellules qui pilotent l'absorption des lipides tout en combattant les infections s’avèrent sensibles, sur modèle murin, aux dérèglements de leur horloge cellulaire ou du rythme circadien. C'est ainsi que « la privation de sommeil et ou des habitudes de sommeil altérées peuvent avoir des conséquences (…) sur la santé, entrainant une série de maladies qui ont souvent une composante immunitaire ».

## Société
En 2017, Jeffrey C. Hall, Michael W. Young et Michael Rosbash ont reçu le prix Nobel de physiologie ou médecine « pour leurs découvertes des mécanismes moléculaires contrôlant le rythme circadien »,.